# Thiên văn học ngoài Ngân Hà

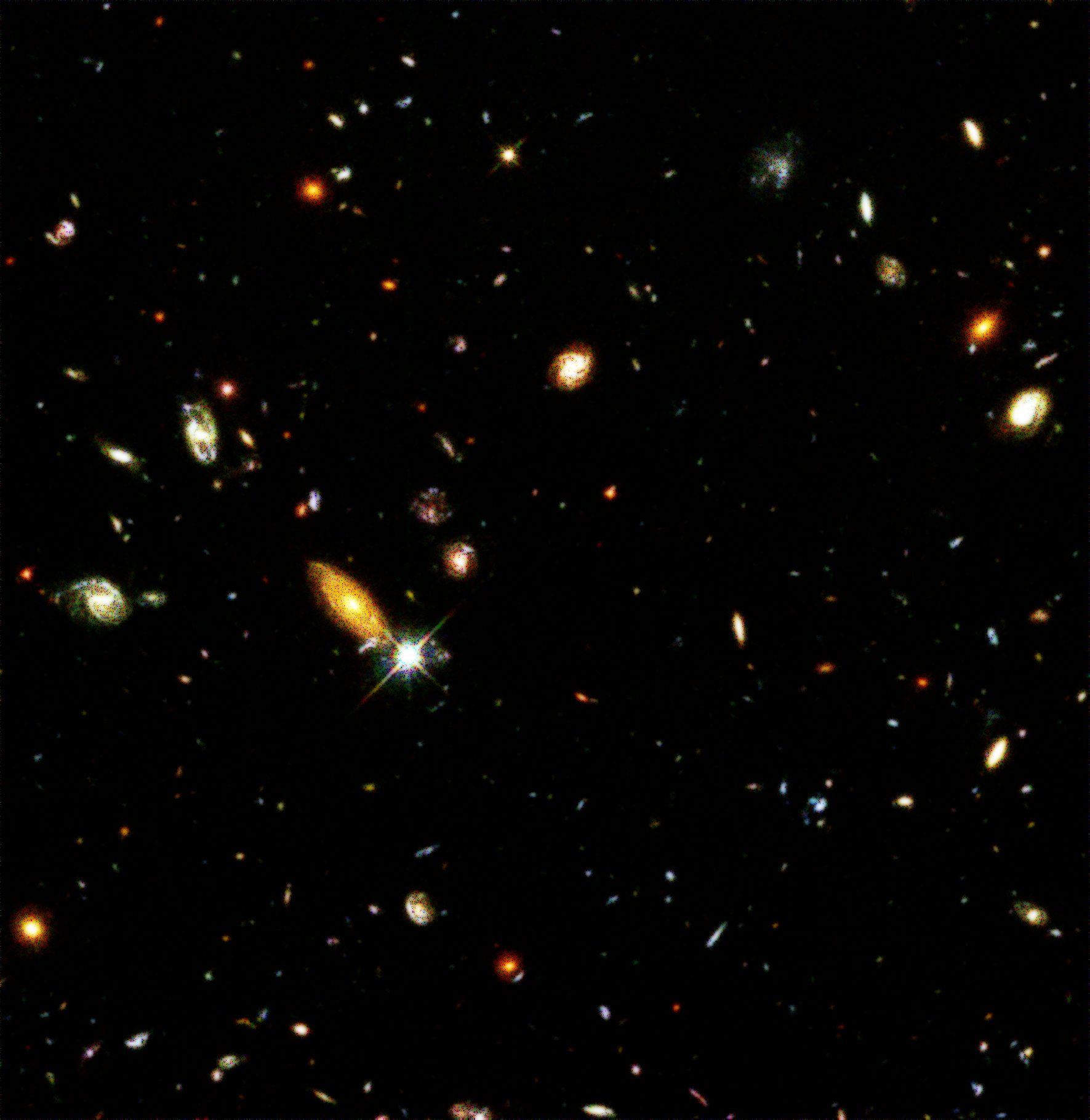
Các ngân hà trong Vùng Sâu Hubble

Thiên văn học ngoài Ngân Hà là nhánh của thiên văn học quan tâm đến các đối tượng bên ngoài dải Ngân Hà. Nói cách khác, nó là nghiên cứu của tất cả các đối tượng thiên văn mà không thuộc thiên văn học Ngân Hà.
Do thiết bị đo đã được cải thiện, các đối tượng ở xa bây giờ có thể được kiểm tra chi tiết hơn. Do đó, có thể chia lĩnh vực này thành hai phần: Thiên văn học gần ngoài Ngân Hà và Thiên văn học xa ngoài Ngân Hà. Phần đầu nghiên cứu các đối tượng như các thiên hà của nhóm Địa phương, đủ gần để cho phép thực hiện các phân tích rất chi tiết nội dung của chúng (ví dụ như siêu tinh tàn tích, các liên sao).
Một số chủ đề của lĩnh vực này:
- Nhóm thiên hà
- Quần tụ thiên hà, siêu đám thiên hà
- Thiên hà sợi
- Nhân thiên hà hoạt động, Quasar
- Thiên hà vô tuyến
- Siêu tân tinh
- Sao liên ngân hà
- Bụi liên ngân hà[1]
- Vũ trụ quan sát được